# 竹内整一
竹内 整一（たけうち せいいち、1946年9月23日 - 2023年9月30日）は、日本の倫理学者。鎌倉女子大学教授。東京大学名誉教授。日本倫理学会元会長。専門は、倫理学・日本思想。

## 人物
長野県須坂市出身。東京大学文学部倫理学科卒業。専修大学教授、東京大学大学院教授などを経て、鎌倉女子大学教授。
「はかなさ」「やさしさ」「かなしさ」などの和語をキーワードとして展開する日本文化論・日本思想論で知られる。
NHK高校講座「倫理」講師、「サイエンスZERO」コメンテーター、「日めくり万葉集」選者などを務める。
日本倫理学会会長（第31期・第32期）。日本哲学系諸学会連合（JFPS）代表。日本学術会議哲学委員会「いのちと心を考える分科会」部会長。
2023年9月30日、死去。77歳没。死没日付をもって正五位に叙され、瑞宝中綬章を追贈された。

## 略歴
- 1971年 3月 東京大学文学部倫理学科卒業
- 1975年 9月 東京大学大学院人文科学研究科倫理学専攻博士課程中途退学
- 1975年10月 東京大学文学部倫理学科助手
- 1980年 4月 専修大学文学部人文学科助教授
- 1986年 4月 専修大学文学部人文学科教授
- 1998年 4月 東京大学大学院人文社会系研究科・文学部教授
- 2010年 4月 鎌倉女子大学教育学部教授、東京大学客員教授
- 2010年 6月 東京大学名誉教授
- 2011年 4月-2015年 3月 日本倫理学会会長

## 単著
- 『自己超越の思想 - 近代日本のニヒリズム』（ぺりかん社） 1988
- 『日本人は「やさしい」のか - 日本精神史入門』（筑摩書房、ちくま新書） 1997、のち改題『「やさしさ」と日本人：日本精神史入門』（筑摩書房、ちくま学芸文庫） 2016
- 『「おのずから」と「みずから」 - 日本思想の基層』（春秋社） 2004、増補版 2010、のちちくま学芸文庫 2023
- 『「はかなさ」と日本人 - 無常の日本精神史』（平凡社、平凡社新書） 2007、のち改題『ありてなければ 「無常」の日本精神史』（KADOKAWA、角川ソフィア文庫） 2015
- 『〈かなしみ〉と日本人』（日本放送協会出版、NHK出版） 2007
- 『日本人はなぜ「さようなら」と別れるのか』（筑摩書房、ちくま新書） 2009
- 『「かなしみ」の哲学』（日本放送協会出版、NHKブックス） 2009
- 『花びらは散る 花は散らない』（角川書店、角川選書） 2011
- 『やまと言葉で哲学する 「おのずから」と「みずから」のあわいで』（春秋社） 2012
- 『やまと言葉で〈日本〉を思想する』（春秋社） 2015
- 『日本思想の言葉　神、人、命、魂』（KADOKAWA、角川選書） 2016
- 『魂と無常』（春秋社） 2019

### 編著・監修
- 『宗教と寛容』（月本昭男共編著、大明堂） 1993
- 『古学の思想』（西村道一, 窪田高明共編著、ぺりかん社） 1994
- 『無根拠の時代』（大明堂） 1996
- 『『善の研究』用語索引』（佐藤雅男ら共編、ぺりかん社） 1996
- 『ニヒリズムからの出発』（古東哲明共編著、ナカニシヤ出版） 2001
- 『死生学とは何か』（島薗進共編著、東京大学出版会、シリーズ「死生学」1） 2008
- 『「おのずから」と「みずから」のあわい』（金泰昌共編著、東京大学出版会） 2010